# 크린토피아
크린토피아(CLEANTOPIA)는 대한민국의 가맹형 세탁 전문 서비스 회사이다.

## 연혁
- 1986년 11월 보고실업 주식회사 창업(염색, 섬유가공업)
- 1992년 1월 크린토피아 사업부 설립
- 1997년 10월 섬유기술산업발전 철탑 산업훈장 수훈
- 1997년 12월 주식회사 크린토피아 법인 설립 (세탁업)
- 2001년 7월 본점 주소를 경기도 부천시 오정구 내동에서 성남시 중원구 상대원동으로 이전.
- 2005년 5월 세탁물 이송 분류 방법 및 그 장치’ 특허 획득 (세탁물 자동분류 시스템)
- 2006년 2월 기업부설연구소 R&D 센터 설립
- 2009년 6월 멀티숍 1호점 ‘양재2호점‘ 오픈
- 2009년 1월 세탁업 최초 가맹점 1,000호점 돌파
- 2015년 1월 오산지사 (물류센터 및 특수세탁부) 준공

## 사업분야
- 세탁 편의점
- 세탁 전문점
- 코인 빨래방

## 본점 및 지점 현황
- 본점: 경기도 성남시 중원구 순환로 222 (상대원동)
- 오산지점: 경기도 오산시 경기대로148번길 31 (원동)
- 안성지점: 경기도 안성시 공도읍 기업단지로 122-31
- 동탄지점: 경기도 화성시 금곡로 63-28 (금곡동)
- 김해지점: 경상남도 김해시 분성로557번길 13, 1층 (어방동)
- 안성동항지점: 경기도 안성시 양성면 만세로 726-14